# Кавалир тенк
Кавалир је био неуспешни британски тенк током Другог светског рата. Главни проблеми су му били недовољно јак мотор и други проблеми услед пребрзог пуштања у производњу.

## Историја
Кавалир је био Нуфилдов дизајн који је требало да замени Крусејдер тенк, који је брзо постајао застарео. Војска је издала спецификације за нови тенк 1941. године а тада су стигле и пријаве.
Кавалир је био наручен још пре провере. Глави проблем је био тај што је лиценцирани амерички мотор Либерти био недовољно јак. Наредни тенк, Кромвел тенк, добио је верзију Ролс Ројс Мерлин мотора који је био отприлике дупло јачи.
Тенкови који су направљени завршили су као возила за обуку или у помоћним задацима.

## Варијанте

### Кавалир Осматрачка станица
Направљен 1943. године. Топ је замењен лажним магацином, што је направило простор за додатне радио предајнике. Коришћен је као осматрачка станица за артиљерију.

### Кавалир Возило за скупљање
Купола је склоњена и стављена је одговарајућа опрема за коришћење возила за скупљање оклопних возила.